# Veselský chlum
Veselský chlum je kopec v Hornosvratecké vrchovině a stejnojmenná přírodní památka západně od obce Lomnice v okrese Brno-venkov. Vrchol je odlesněný a nabízí široké výhledy na okolní krajinu.

## Ochrana přírody
Přírodní památka zahrnuje vrchol a část svahů. Důvodem ochrany je zachování ojedinělé mozaiky vegetačních formací a současného způsobu jejich obhospodařování. Severozápadní svahy pokrývá přírodní rezervace Sokolí skála.

## Fotogalerie

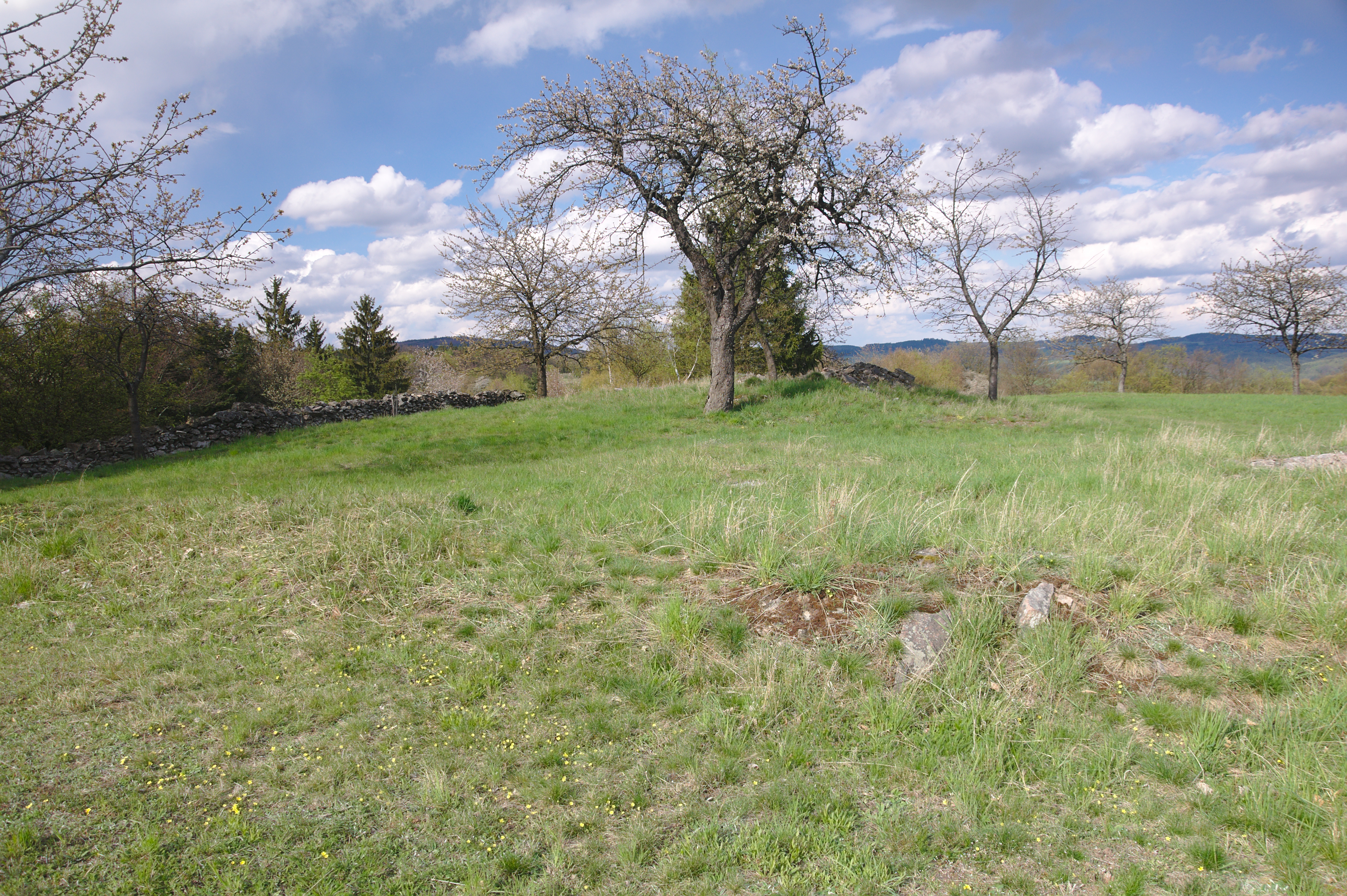
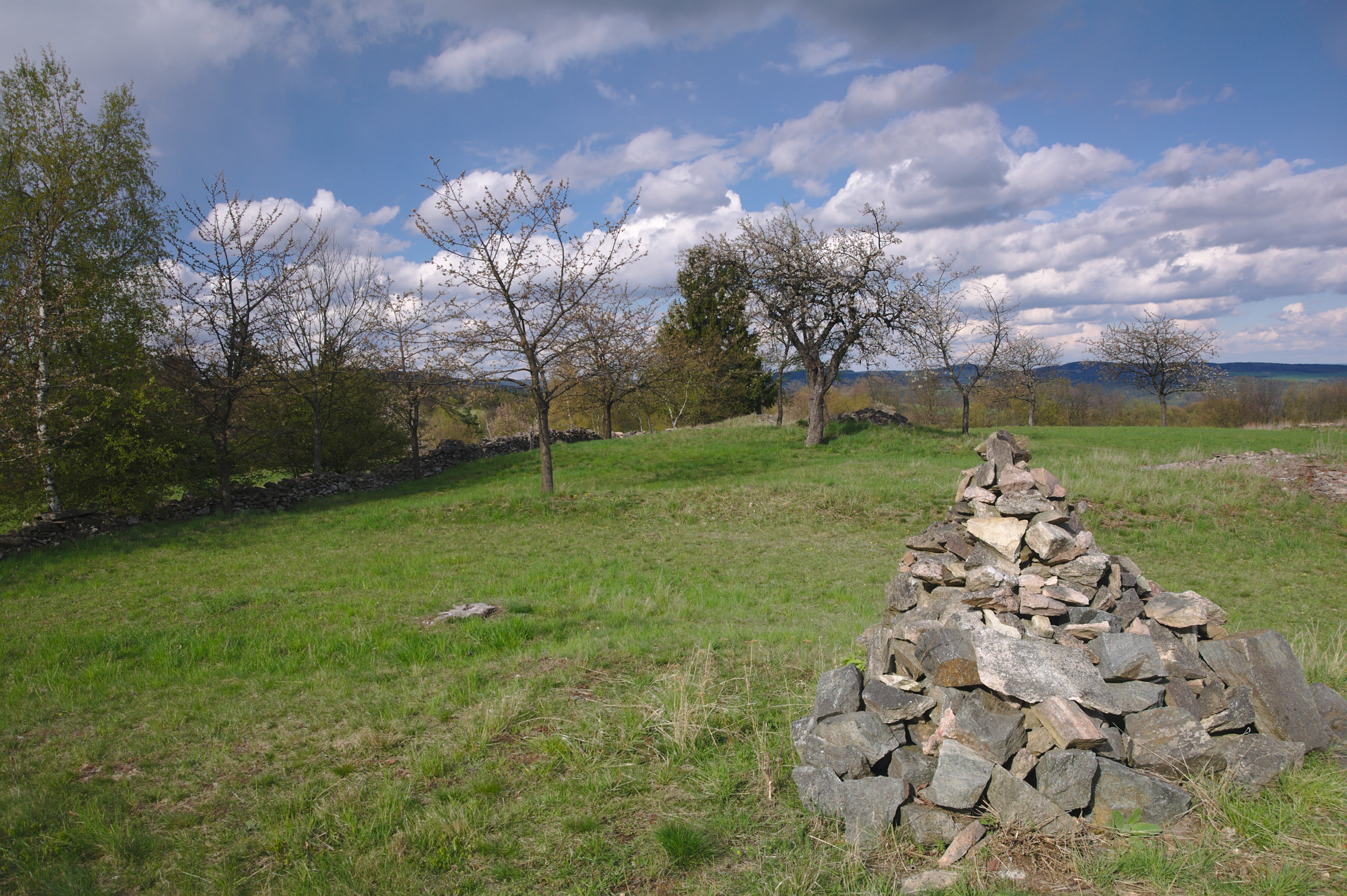
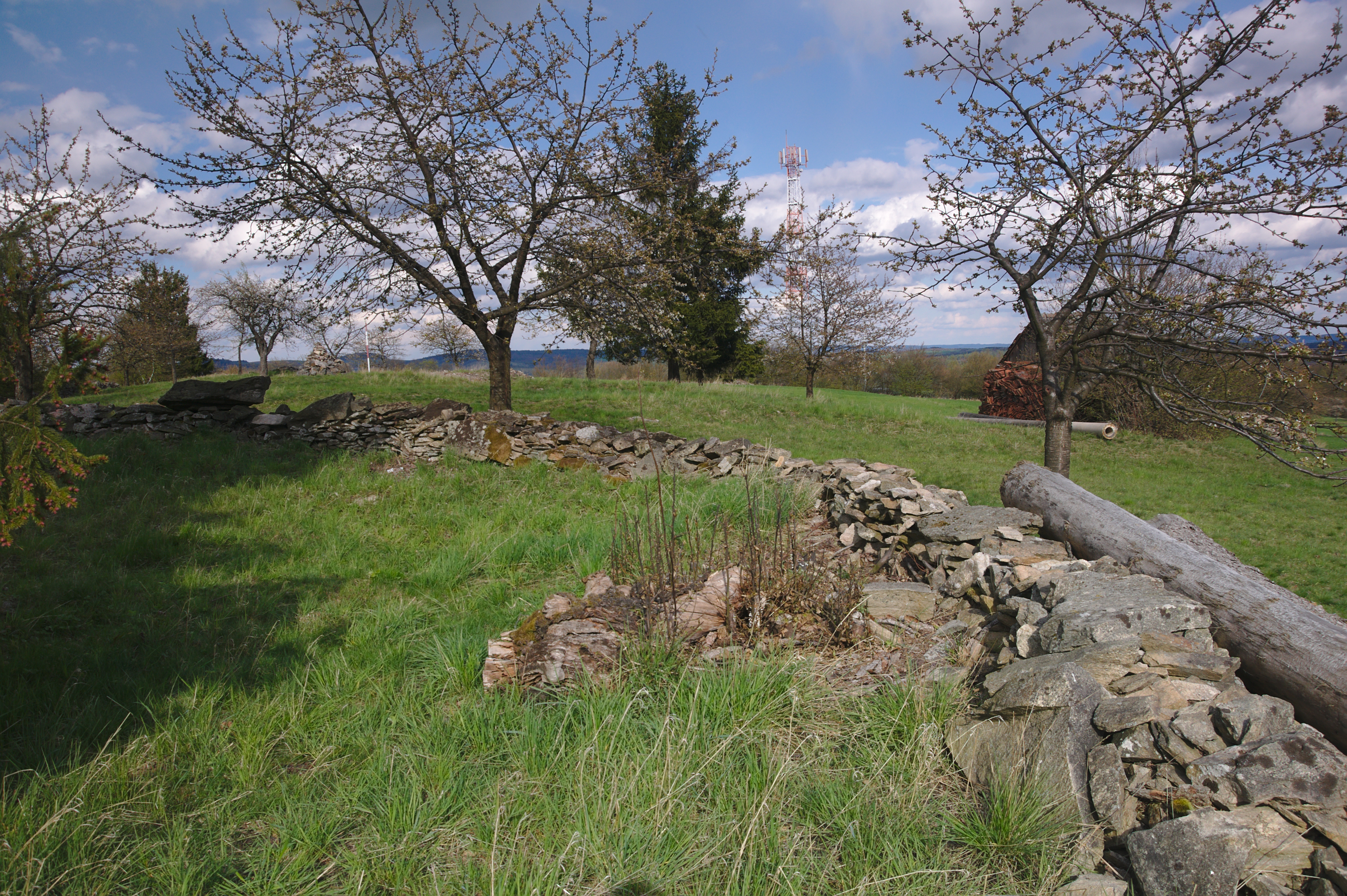
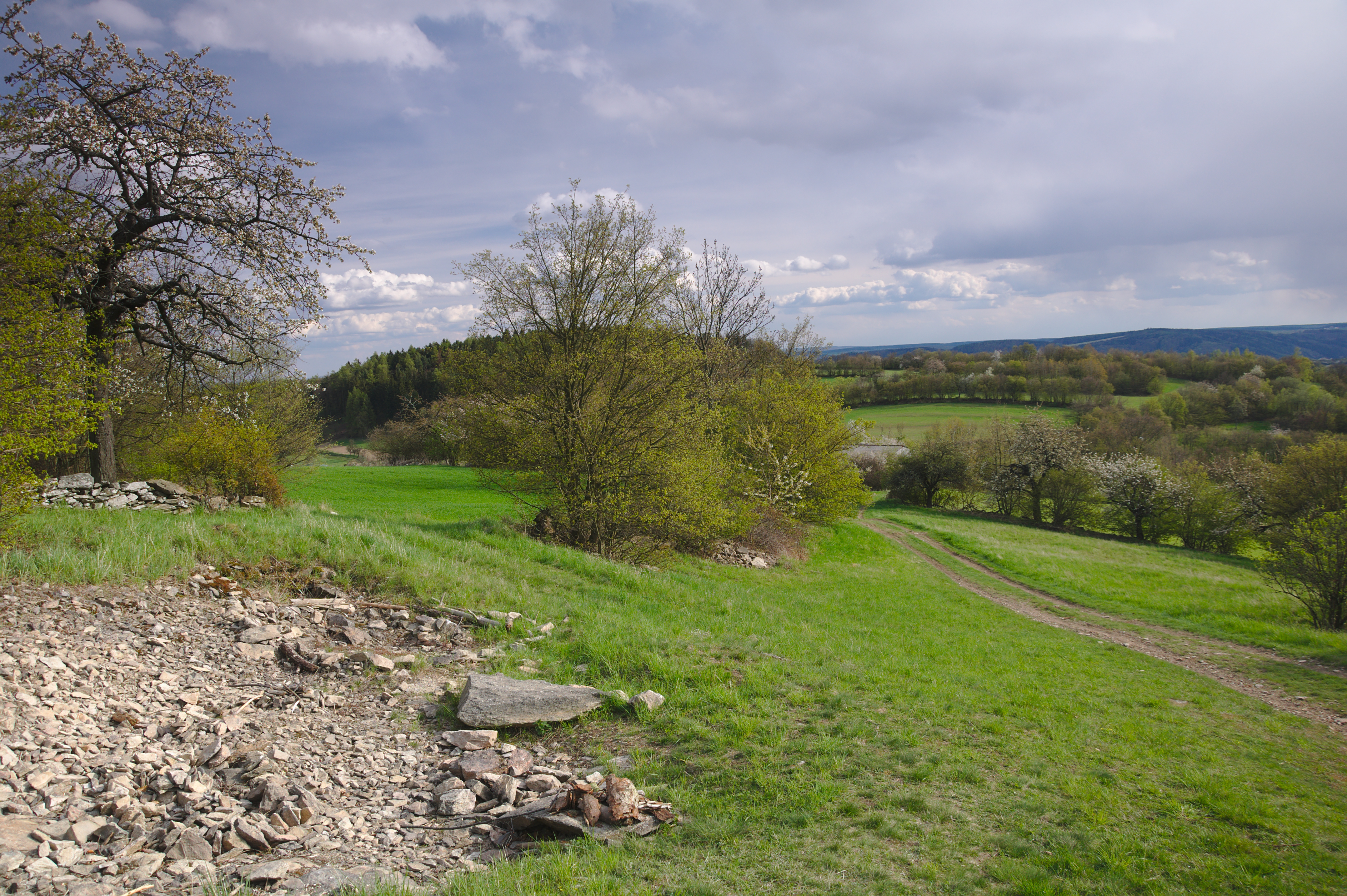
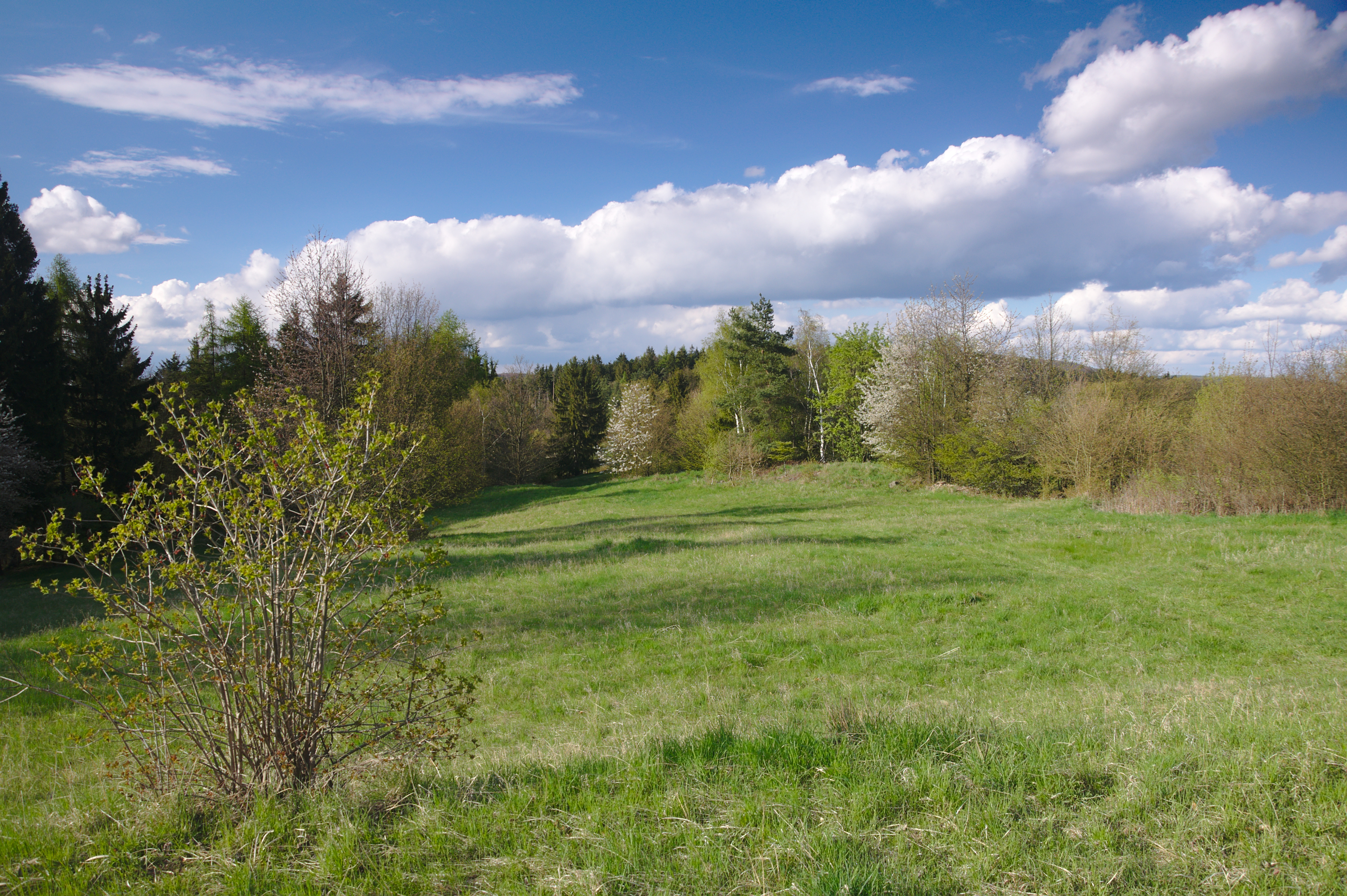